# Гончаренко Борис Аврамович
Гончаренко Борис Аврамович (18 червня 1925 , Новомиргород, Одеська губернія  — 7 серпня 1993 , Київ ) — український письменник, журналіст.

## Біографія
Народився 18 червня 1925 року в Златополі (нині у складі міста Новомиргород Кіровоградської області). Учасник німецько-радянської війни, кавалер ряду орденів і медалей. 1952 року закінчив Чернівецький учительський інститут, 1961 року — Вищу партійну школу в Москві. Працював редактором Вижницької районної газети «Радянська Верховина», нині «Вижницькі обрії», (20 травня 1951 — 2 березня 1954), відповідальним секретарем редакції Чернівецької обласної газети «Радянська Буковина», де проявився його публіцистичний і літературний талант. Він автор багатьох оповідань, нарисів, повістей про край, його людей, героїку Великої Вітчизняної війни, повоєнне життя буковинців. З газети «Радянська Буковина» був запрошений на роботу у редакцію газети «Чорноморська Комуна» в Одесі, відтак — у «Сільські вісті». Протягом 1973—1982 років — заступник редактора газети «Літературна Україна», Протягом 1982—1986 років очолював відділ газети «Правда Украины». Виступав також як літературний критик. Окремі твори Бориса Гончаренка перекладено російською і білоруською мовами.
Помер письменник 7 серпня 1993 року у Києві.

## Твори
- Твоя школа (К., 1957);
- Естафета (Станіслав, 1960);
- Стоїть гора високая (1961);
- Гості буковинської орлиці (1964);
- Дні нашого тижня (1967);
- Головую другий рік (1976);
- Синя-синя далечінь;
- Третій взвод" (1979);
- Дорога в солдати (1985).